# Berliner Kassenverein

Emblem der Bank des Berliner Kassenvereins mit dem im Andenken an Joseph Mendelssohn gewählten wachsamen Kranich

Die Bank des Berliner Kassenvereins, ursprünglich „Berliner Cassenverein“, war eine Vereinigung Berliner Banken zur Erleichterung des Zwischenbankhandels.

## Geschichte
Am 1. Mai 1823 wurde der Berliner Kassenverein auf die Initiative der Berliner Bankiers Joseph Mendelssohn und Benecke, zunächst ohne förmlichen schriftlichen Vertrag, gegründet. Er folgte Vorbildern in London, Amsterdam und Hamburg und war der erste Kassenverein in Deutschland. Der Zweck der Vereinigung war die Erleichterung des Abrechnungs-, Inkasso- und Effektenlieferungsgeschäfts zwischen den beteiligten Berliner Banken. Zu den Gründungsfirmen gehörten die Banken und Bankiers Gebr. Benecke, W. C. Benecke, August Friedrich Bloch, A. & F. Ewald, C. Heine, Meyer Jacobson, L. Lipke & Comp., Mendelssohn & Fränkel, D. J. Riess und Carl W. J. Schultze. Am 23. Februar 1824 schlossen die Teilnehmer den ersten schriftlichen, gerichtlich bestätigten Vertrag und konstituierten sich als kaufmännische Gesellschaft. Als eines der Ziele wurde festgelegt, „Zahlungen in barem Gelde aus einer Hand in die andere [zwischen den Banken] entbehrlich“ zu machen. Später übernahm der Kassenverein, in Erinnerung an seinen Initiator Mendelssohn, dessen Emblem, den Kranich mit einem Stein in der Kralle und dem Wahlspruch „Ich wach“.

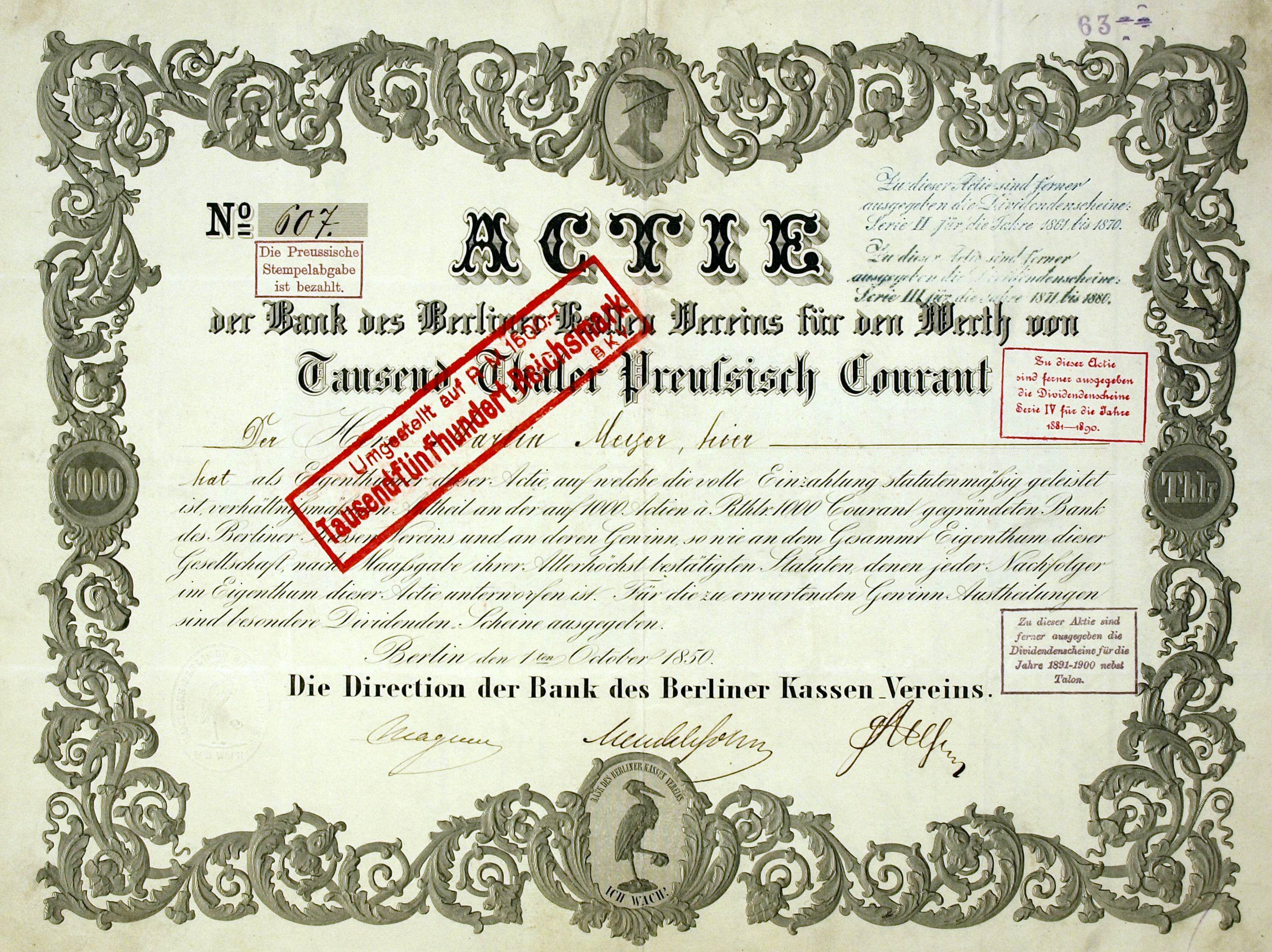
Aktie über 1000 Taler der Bank des Berliner Kassenvereins vom 1. Oktober 1850

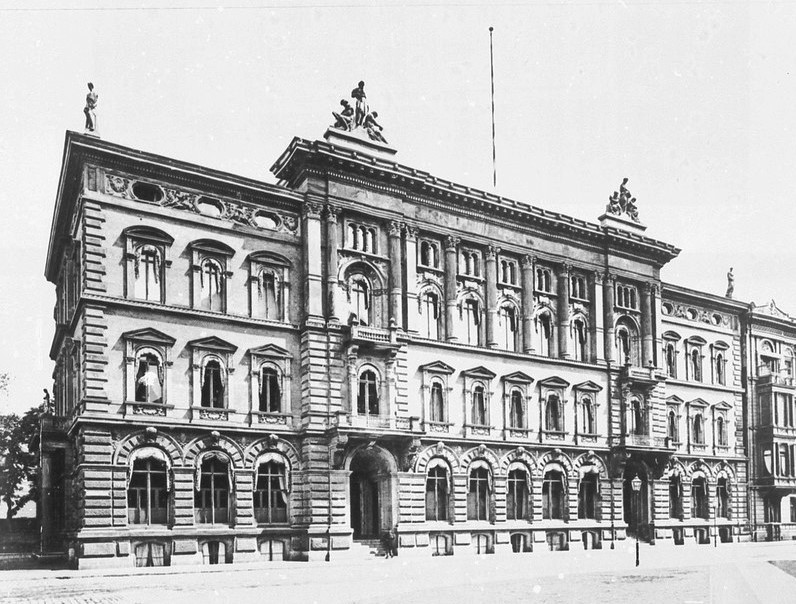
Gebäude der Bank des Berliner Kassenvereins, Hinter der katholischen Kirche 2, um 1900

Um die Möglichkeiten des Instituts zu erweitern, erfolgte zum 1. Oktober 1850 die Umwandlung in eine Aktiengesellschaft unter der Firma Bank des Berliner Kassenvereins mit einem Grundkapital von 1 Million Reichstalern. Die Bank erhielt das Recht zur Banknotenemission, das sie erst 1875 wieder aufgab. Das Bankhaus Mendelssohn & Co. gehörte mit einem Kapital von 50.000 Reichstalern zu den größten Aktionären. Ebenfalls mit höheren Anteilen vertreten waren die Bankhäuser S. Bleichröder, M. Oppenheim’s Söhne, Robert Warschauer & Co. und M. Borchardt jun.
In den 1850er Jahren war die Bank in der Burgstraße 25, von 1860 bis 1871 An der Bauakademie 3 ansässig. 1869 kaufte sie das spätbarocke Gebäude Oberwallstraße 3, das ursprünglich für den Hofmaler  Antoine Pesne errichtet worden war, und ließ es nach Plänen von Gropius & Schmieden zum Bankgebäude umbauen. Im Oktober 1871 wurden die Bankgeschäfte hier aufgenommen. 1889 erwarb die Bank das Nachbargrundstück Hinter der katholischen Kirche 2, das ursprünglich für die Preußische Boden-Credit-Actien-Bank von Ende & Böckmann errichtet worden war, hinzu und nutzte es nach dem nötigen Umbau ab 1892. 1911 fand eine letzte Grundstückserweiterung durch Ankauf des benachbarten Hauses des Kommerzienrats Moritz Plaut, Oberwallstraße 4, statt. Anschließend, 1912–1915 errichteten die königlichen Bauräte Reimer & Körte auf dem vereinigten Grundstück Oberwallstraße 3/4 einen Neubau.
Im Jahre 1872 wurde die Führung von sogenannten „Giro-Effekten-Depots“ aufgenommen, in welche Wertpapiere gegen Depotschein eingelegt wurden. Mangels Rentabilität wurde dieser Geschäftszweig zwei Jahre später wieder aufgegeben. Erst im Januar 1882 kam es erneut zur Einrichtung von Giro-Effekten-Depots.
Mit der Schaffung des Depotgesetzes im Jahr 1937 wurde für die Kassenvereine der Sammelbegriff „Wertpapiersammelbanken“ geschaffen.
Am 1. Juli 1942 übertrug die nationalsozialistische Regierung das Vermögen der Bank des Berliner Kassenvereins – wie auch aller in anderen deutschen Städten bestehenden Kassenvereine – als Ganzes im Wege der Gesamtrechtsnachfolge auf die Deutsche Reichsbank. Damit endete die Existenz der Bank des Berliner Kassenvereins. Das Bankgebäude zwischen Oberwallstraße und Hinter der katholischen Kirche wurde durch Bomben zerstört. Heute befindet sich auf dem Grundstück die Barenboim-Said-Akademie.
1953 wurde der Berliner Kassenverein als Aktiengesellschaft von den Westberliner Kreditinstituten neu gegründet. Er übernahm in Westberlin wieder die Funktion einer Wertpapiersammelbank. 1970 gehörte die Berliner Kassenverein AG zusammen mit den anderen regionalen deutschen Kassenvereinen zu den Gründern des Deutschen Auslandskassenvereins. Am 29. Dezember 1989 fusionierten die sieben deutschen Kassenvereine zur Deutschen Kassenverein AG, die sich im Oktober 1997 in Deutsche Börse Clearing AG umbenannte.